# Karate Kid (film din 1984)
Karate Kid (în engleză The Karate Kid) este un film despre învățarea artelor marțiale produs în 1984, în regia lui John G. Avildsen  după scenariul lui Robert Mark Kamen. În rolurile principale au fost distribuiți Ralph Macchio, Pat Morita și Elisabeth Shue.
Filmul arăta povestea lui Daniel, un adolescent orfan de tată, care este forțat de împrejurări să învețe karate pentru a-și apăra onoarea în fața prieteni sale, Ali, dar și pentru a se apăra de mai marii liceului, cărora le-a trezit antipatia.
Maestrul Miyagi este cel care îi ghidează fiecare pas în taina artelor marțiale, pentru a se apăra și a putea dobândi disciplina și știița unei arte a autocontrolului și forței. Curajul și încrederea în sine încep să apară treptat și Daniel reușește să se impună în fața "băieților răi" din liceului său.
Deși s-au mai produs și alte serii ale celebrului film, prima parte a fost cea mai de succes și cea mai îndrăgită. În partea a II a filmului, Daniel îl însoțește pe maestru într-o călătorie din Okinawa, iar drumul este plin de surprize neplăcute și adversari mai vechi. În cea de-a treia parte, vechii dușmani reapar (Martin Kove) și caută răzbunare pe Daniel și maestru.
În 1994 s-a mai produs încă o variantă a filmului, în care noua elevă a maestrului Miyagi este Hilary Swank, în rolul lui Julie Pierce, iar ultima variantă, din 2010, este un remake al primei variante, cu Jakie Chan în rolul principal.

## Distribuție
- Ralph Macchio - Daniel LaRusso
- Pat Morita - Mister Miyagi
- Elisabeth Shue - Ali Mills
- Martin Kove - John Kreese
- Randee Heller - Lucille LaRusso
- William Zabka - Johnny Lawrence
- Ron Thomas - Bobby Brown
- Rob Garrison -  Tommy
- Chad McQueen - Dutch
- Tony O'Dell -  Jimmy
- Israel Juarbe - Freddy
- William Bassett - Mr. Mills
- Juli Fields - Susan
- Larry B. Scott - Jerry